# Malattia infettiva

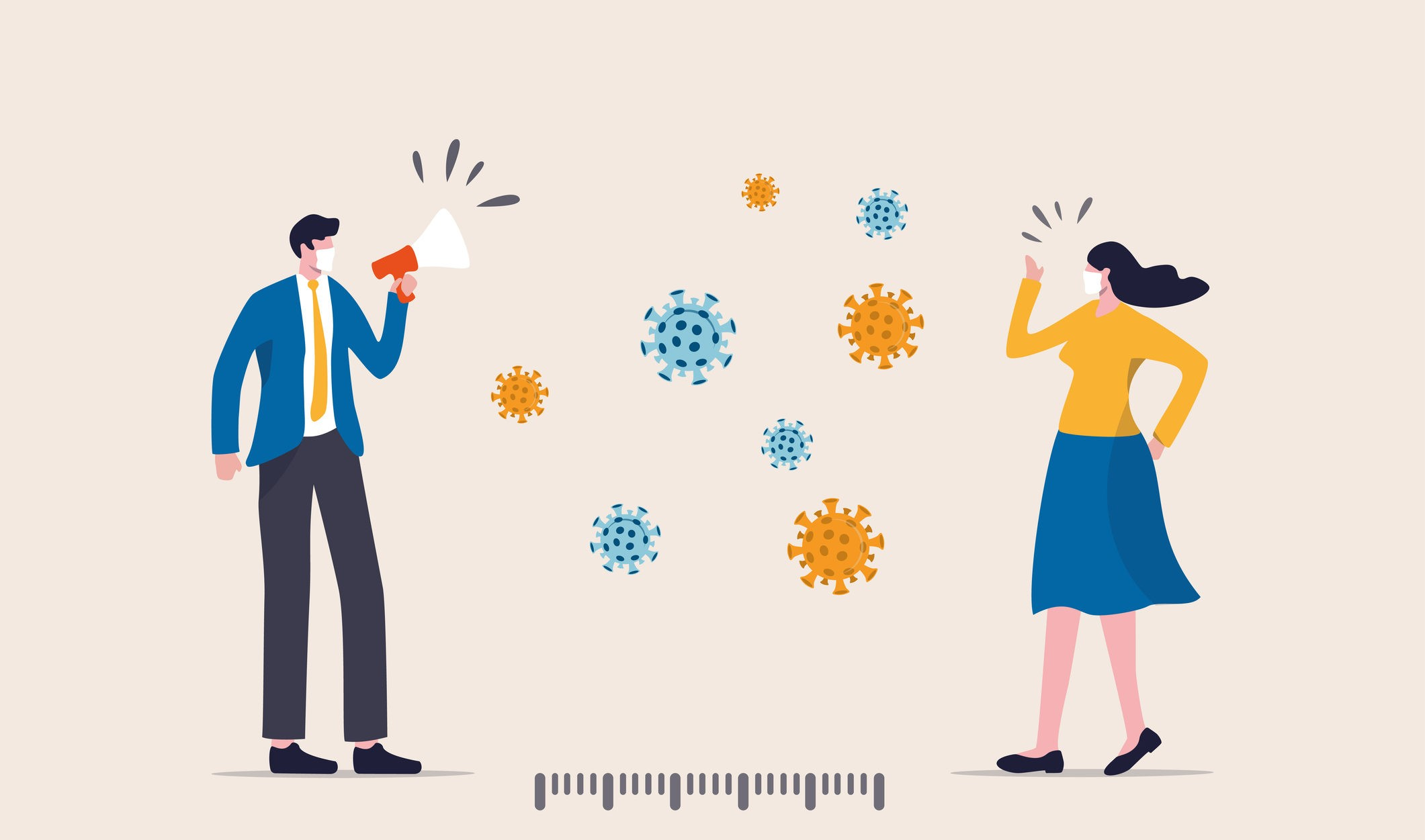
Il distanziamento sociale e l'uso di mascherine riducono la diffusione di malattie infettive che si trasmettono per via aerea

Una malattia infettiva è una malattia determinata da agenti patogeni che entrano in contatto con un individuo e vi si riproducono in massa. Tali agenti causali possono essere virus, batteri, protisti, funghi, elminti e artropodi (ectoparassiti). La branca che studia tali patologie è chiamata infettivologia.
La malattia è il risultato della complessa interazione tra il sistema immunitario e l'organismo estraneo, che generalmente ha un comportamento parassita.
Affinché una malattia venga definita come infettiva, essa deve rispondere a determinati criteri epidemiologici, e deve rispondere alla legge di William Farr, che afferma che le malattie infettive si diffondono secondo un ritmo esponenziale.

## Cause
La causa di una malattia infettiva è, come da definizione, consiste nell'interazione con l'organismo di agenti patogeni parassiti tra cui:
- virus
- batteri
- protisti
- funghi
- elminti
- artropodi (ectoparassiti)

## Difese
Tra le principali difese degli organismi vi sono in primo luogo i tessuti esterni come le mucose o le membrana esterna, che pongono un ostacolo meccanico o chimico (es. PH aggressivo) all'agente patogeno. In secondo luogo, vi è la risposta immunitaria, che l'insieme di meccanismi più propriamente attivi messi in atto dal sistema immunitario dell'organismo, tra cui l'azione microbiologica degli anticorpi o quella macrobiologica della febbre.
Tra le principali profilassi o terapie mediche vi sono:
- Vaccinazione
- Antibiotici
- Antivirali

## Sintomi
Le malattie infettive possono manifestare i sintomi più diversi, tra cui però principalmente compaiono:
- Febbre
- Infiammazione
- Sensazione di debolezza e stanchezza
- Inappetenza
- Dolore generalizzato

## Forme
Le forme in cui si manifesta una malattia infettiva possono essere, a seconda della diffusione:
- Endemica
- Epidemica
- Sporadica